# 제이렉 모스크
제이렉 모스크(튀르키예어: Zeyrek Camii) 또는 그리스도 판토크라토르 수도원(그리스어: Μονὴ τοῦ Παντοκράτορος Χριστοῦ)은 이스탄불의 중요한 모스크로, 이전에는 동방 정교회의 두 곳의 예배당으로 구성되어 있었다. 판토크라토르 수도원은 콘스탄티누폴리스 비잔티움 중기 건축 양식의 가장 대표적인 사례로, 하기아 소피아에 이어 동로마 제국이 세운 두 번째로 큰 종교 건축물로 아직까지 이스탄불에 남아 있다.

## 위치
이 복합 단지는 파티흐 지역의 파질레트 소카이(Fazilet Sokağı)에 위치하고, 모스크에서 이름(Zeyrek)을 얻은 인기 있는 지역이며, 에스키 이마레트 모스크에서 남동쪽으로 1km도 채 되지 않는다.

## 역사

### 비잔티움 제국 시대
1118년과 1124년 사이에 헝가리 출신의 동로마 제국의 황후 이리니는 이 장소에 그리스도 판토크라토르 ("전능하신 그리스도")에게 헌정하는 수도원을 지었다. 수도원은 그리스도 판토크라토르에게 헌정된 교회당(이 교회는 수도원의 카톨리콘 또는 주요 교회가 됨)과 도서관 및 병원으로 구성되어있다.
그의 아내가 사망한 직후인 1124년 직후에 황제 요안니스 2세 콤니노스는 테오토코스 엘레우사 ("하느님의 자비로운 어머니")에게 봉헌된 첫 번째 교회의 북쪽에 또 다른 교회를 지었다. 이 교회는 일반인들에게 개방되었고 평신도 성직자들이 섬겼다. 마지막으로(하한선은 1136년) 남쪽 안뜰과 엑소나르텍스가 복합 단지에 추가되었으며, 두 개의 사원은 성 미하일에게 봉헌된 예배당과 연결되었으며, 이 곳은 제국 영묘가 되었다. 콤니노스 및 팔레올로고스 왕조의 많은 비잔틴 고위 인사들 외에도 황제 요안니스 2세와 그의 아내 이레네, 슐츠바흐의 베르타 황후(이레네라고도 알려져 있으며 마누일 1세 콤니노스의 아내)가 이곳에 묻혀있다.
제4차 십자군 이후 라틴 제국의 지배 기간 동안 이 복합 단지는 베네치아 성직자들의 관원이었고 테오토코스 호데게트리아의 이콘이 이곳에 보관되어 있다. 수도원은 또한 마지막 라틴 황제인 보드앵에 의해 황궁으로 사용되었다. 팔레올로고스 왕조의 비잔티움 제국 복원 이후 수도원은 정교회 수도사들에 의해 다시 사용되었다. 그들 중 가장 유명한 사람은 옌나디오스 2세 스콜라리오스로, 판토크라토르를 떠나 오스만 제국이 도시를 정복한 이후 첫 번째 콘스탄티누폴리스 총대주교가 되었다.

### 오스만 제국과 튀르키예 공화국 시대

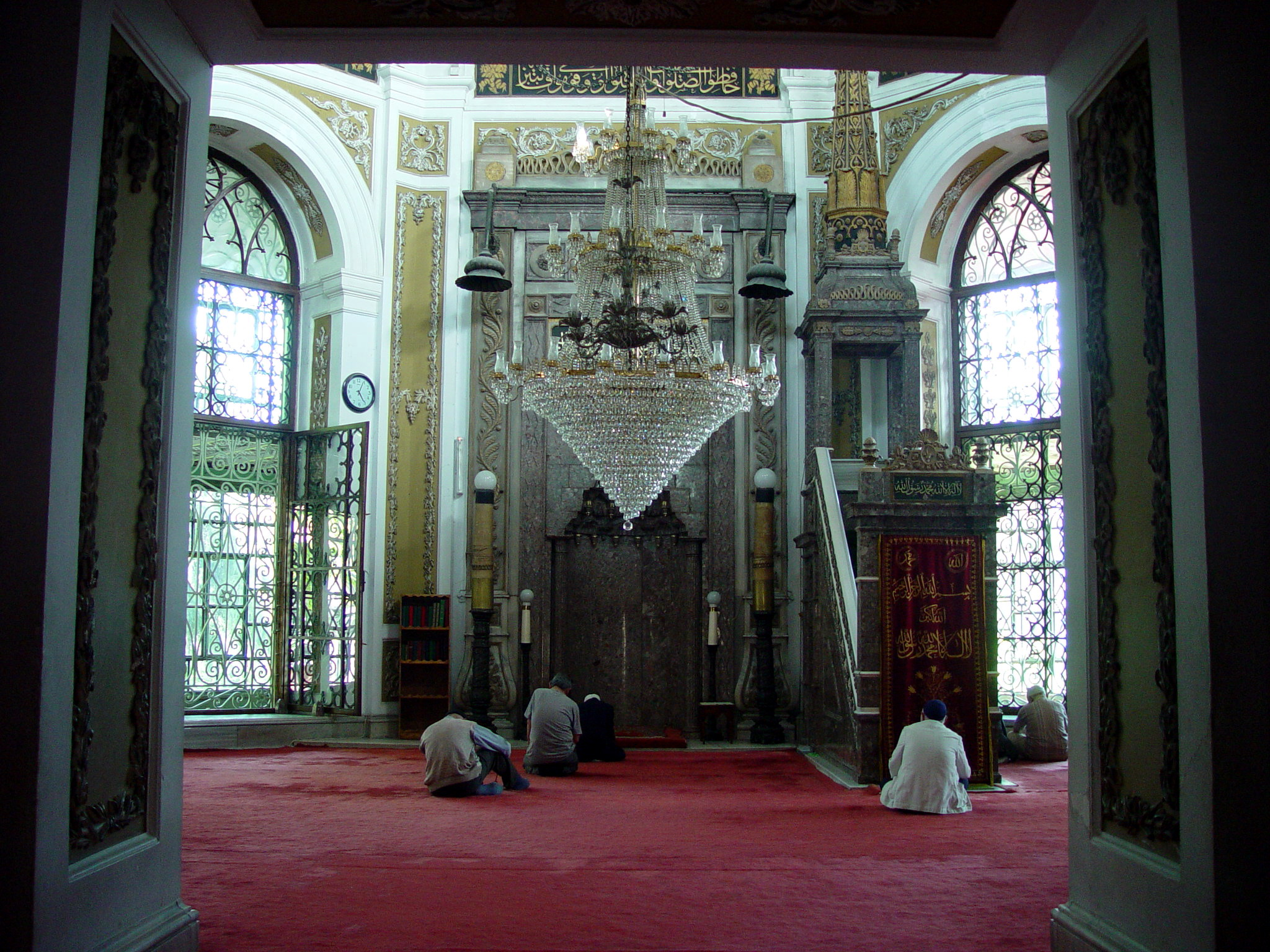
이전에 그리스도 판토크라토르 교회였던 모스크의 내부이다. opus sectile의 비잔틴 층은 카펫 아래에 있다.

콘스탄티누폴리스가 함락된 직후에 건물은 모스크로 바뀌었으며, 수도원은 잠시 동안 마드라사로 개조되었다. 그곳의 이름을 오스만 제국은 그곳에서 가르치던 학자인 몰라 제이렉(튀르키예어: Molla Zeyrek)의 이름을 따서 명명했다. 그러나 동로마 제국의 역사에서 그 중요성으로 인하여, 제이렉(Zeyrek)은 고대 교단이 결코 잊혀지지 않은 이스탄불의 몇 안 되는 건물 중 하나였다. 그 중에서도 판토크라토르 교회는 페트루스 길리우스가 16세기에 쓴 콘스탄티노플에 관한 고전 작품에 의해 기억되고 있었다. 또한 1471년 파티흐 모스크에서 마드리사가 완성된 후 학생들은 제이렉(Zeyrek)을 버렸고 마드리사가 차지한 수도원의 방은 나중에 사라졌다.
몇 년 전까지만 해도, 이 건물은 황량한 상태였기 때문에, 유네스코 세계 기념물 감시 목록에 추가되어있었다. 최근 몇 년 동안 광범위한(아직 미완성이지만) 복원을 거쳤다.
오늘날, 자이렉 모스크는 하기아 소피아 다음으로 이스탄불에서의 비잔티움 제국이 지었던, 현존하는 두 번째로 큰 종교 건축물이다.
동쪽에는 오스만 코낙(튀르키예어: Zeyrek Hane)이 자리잡고 있으며, 이곳 역시 복원되어 현재 레스토랑과 차 정원으로 열려 있다.

## 갤러리

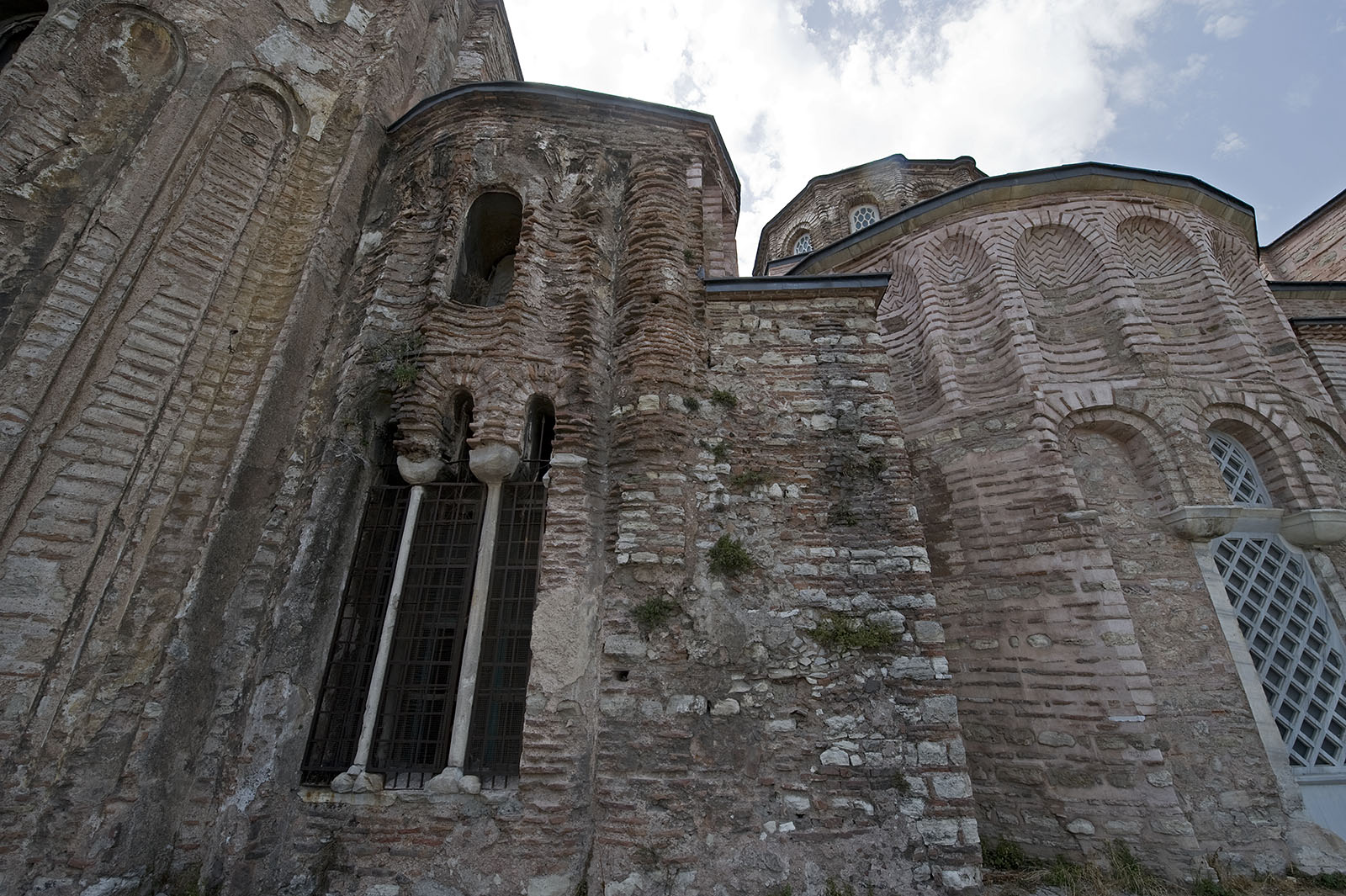
자이렉 모스크
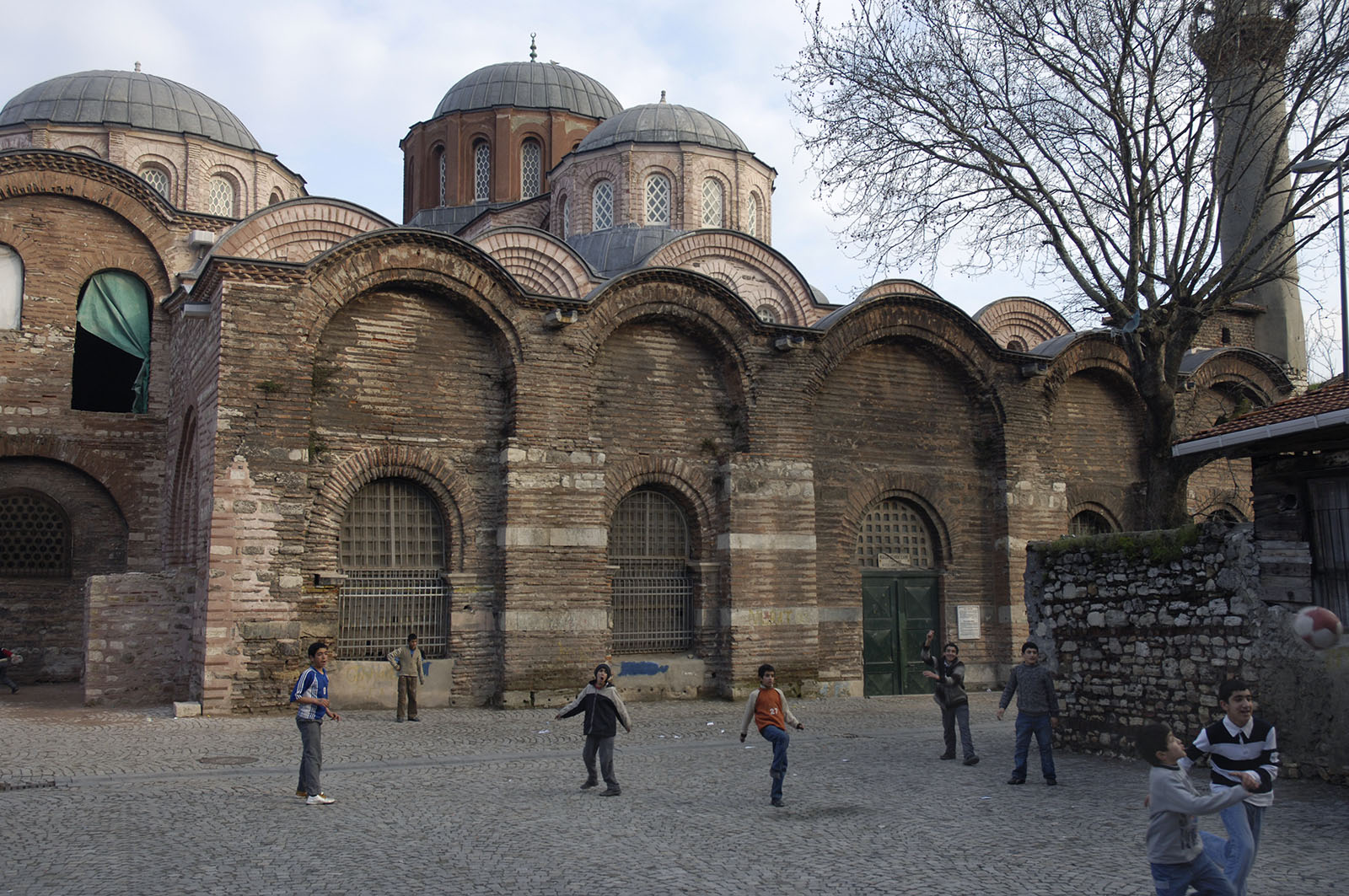
자이렉 모스크
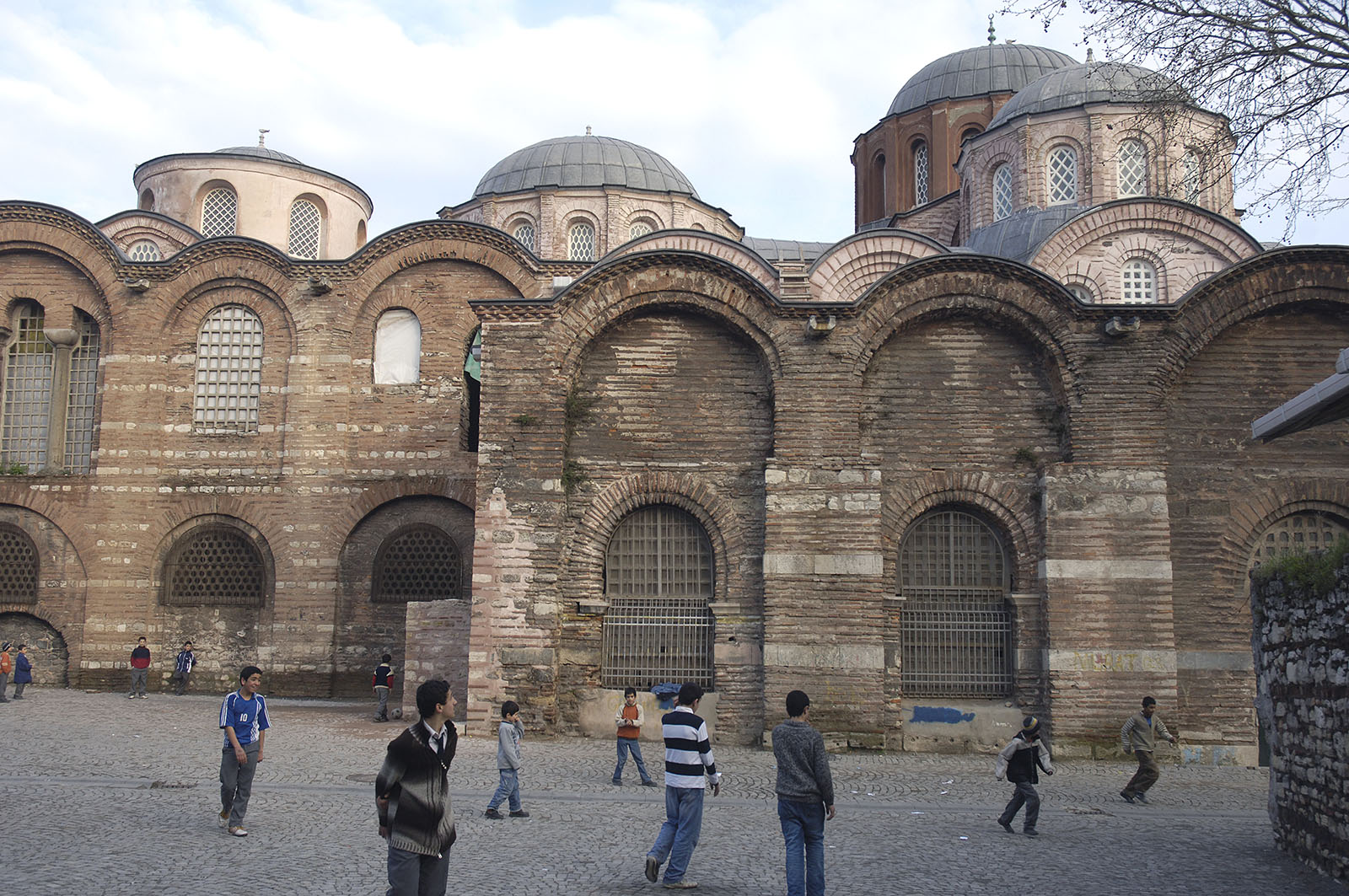
자이렉 모스크
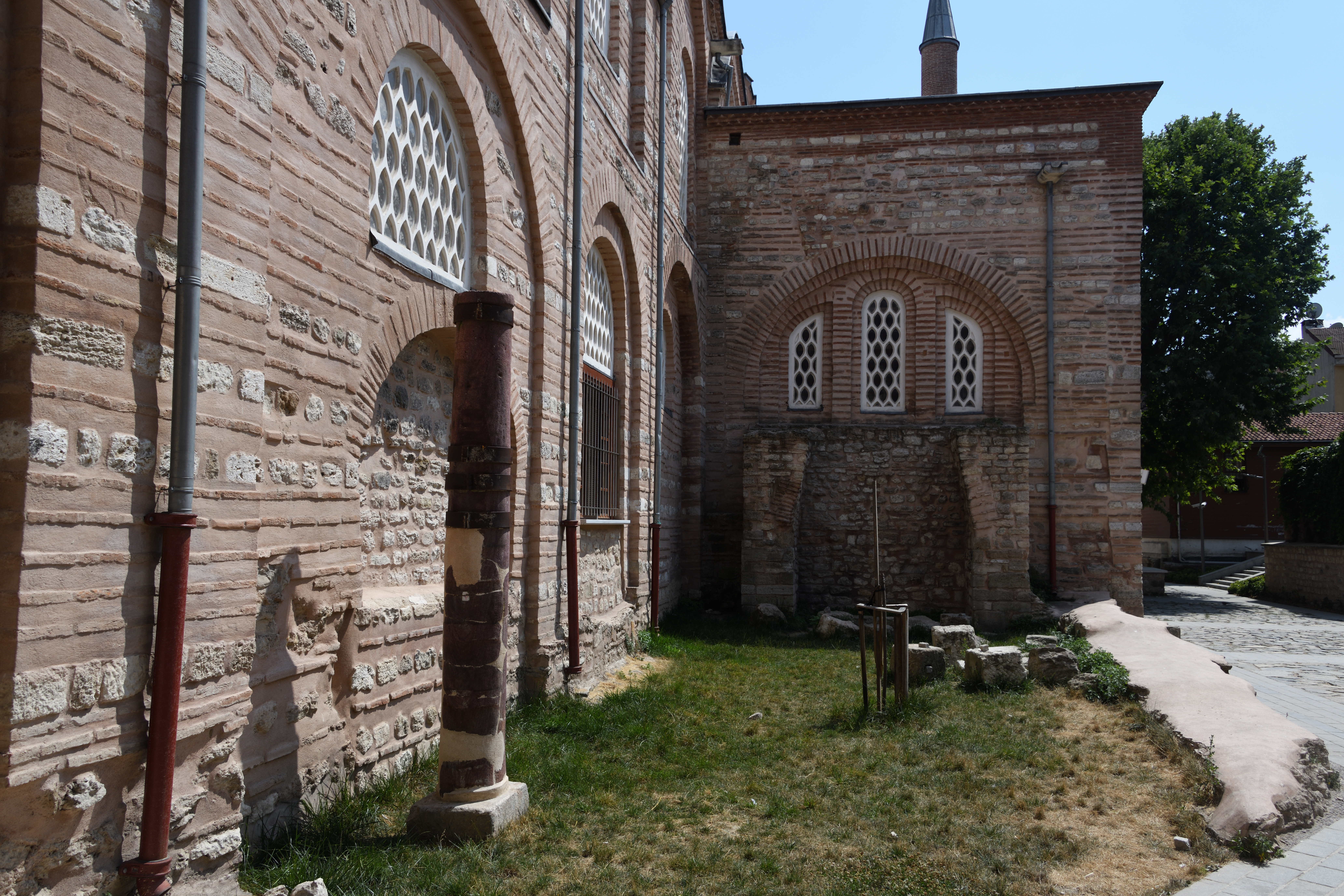
이스탄불 몰라 제이렉 모스크 전면 일부
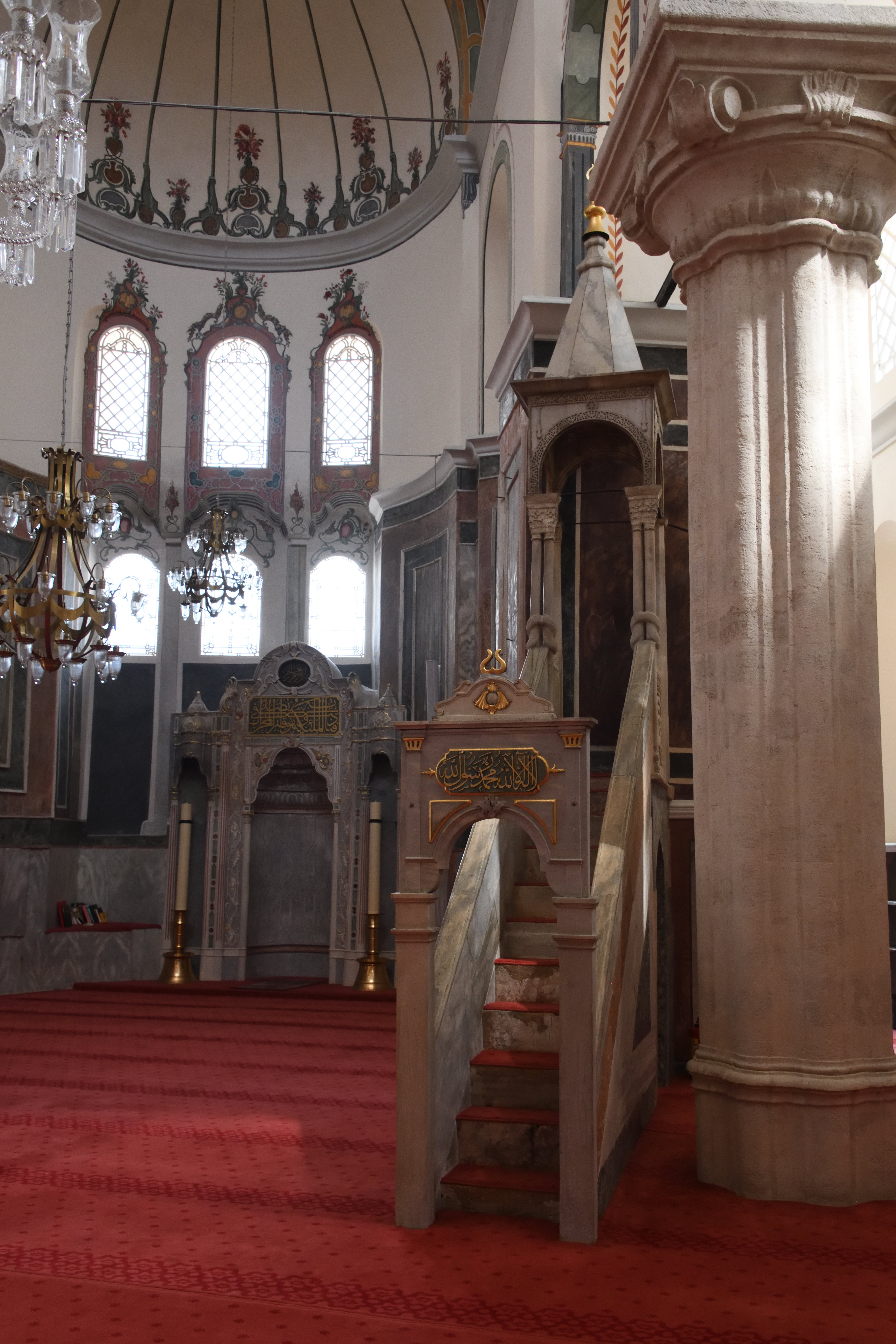
이스탄불 몰라 제이레크 모스크 남쪽 교회
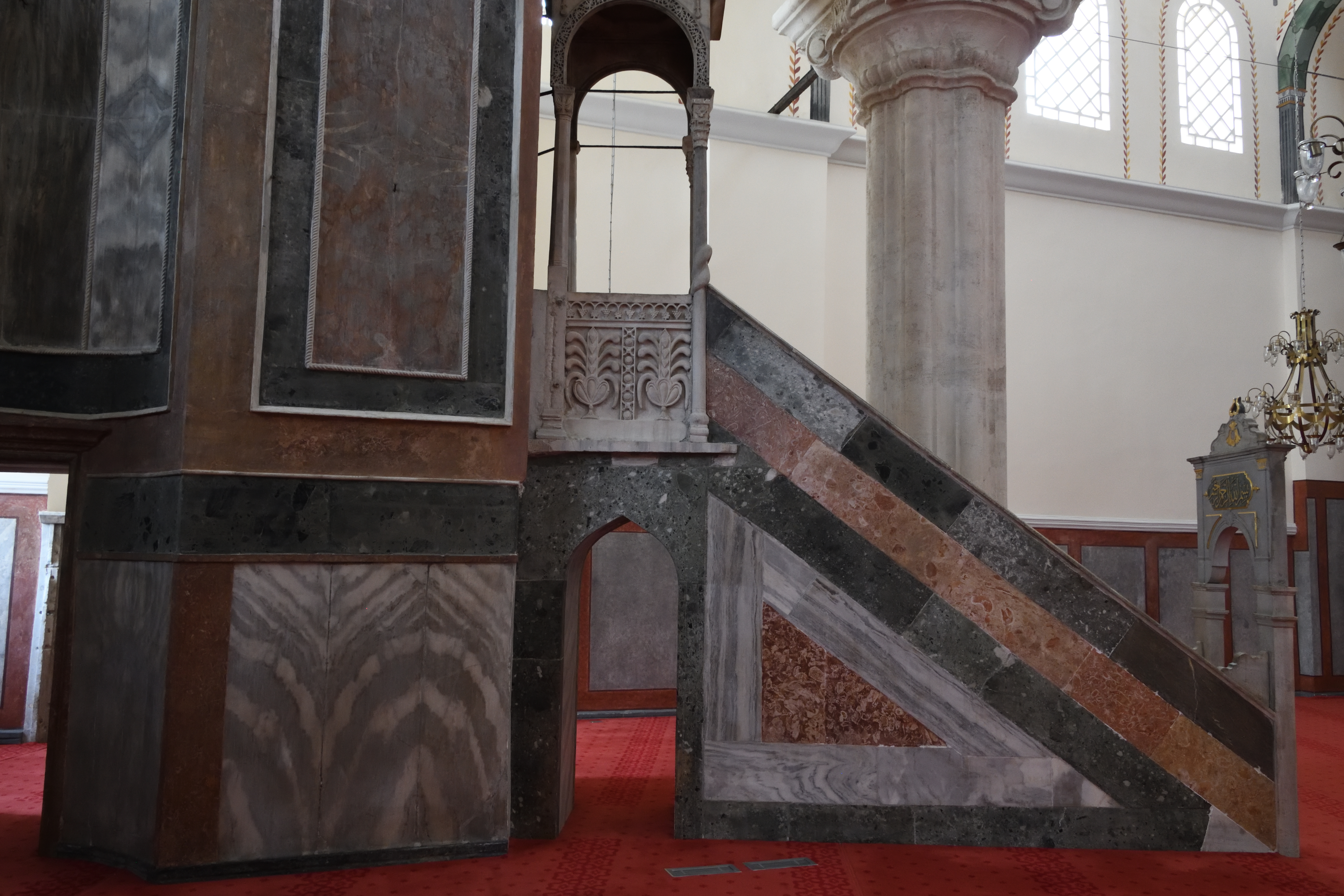
이스탄불 몰라 제이렉 모스크 미흐랍
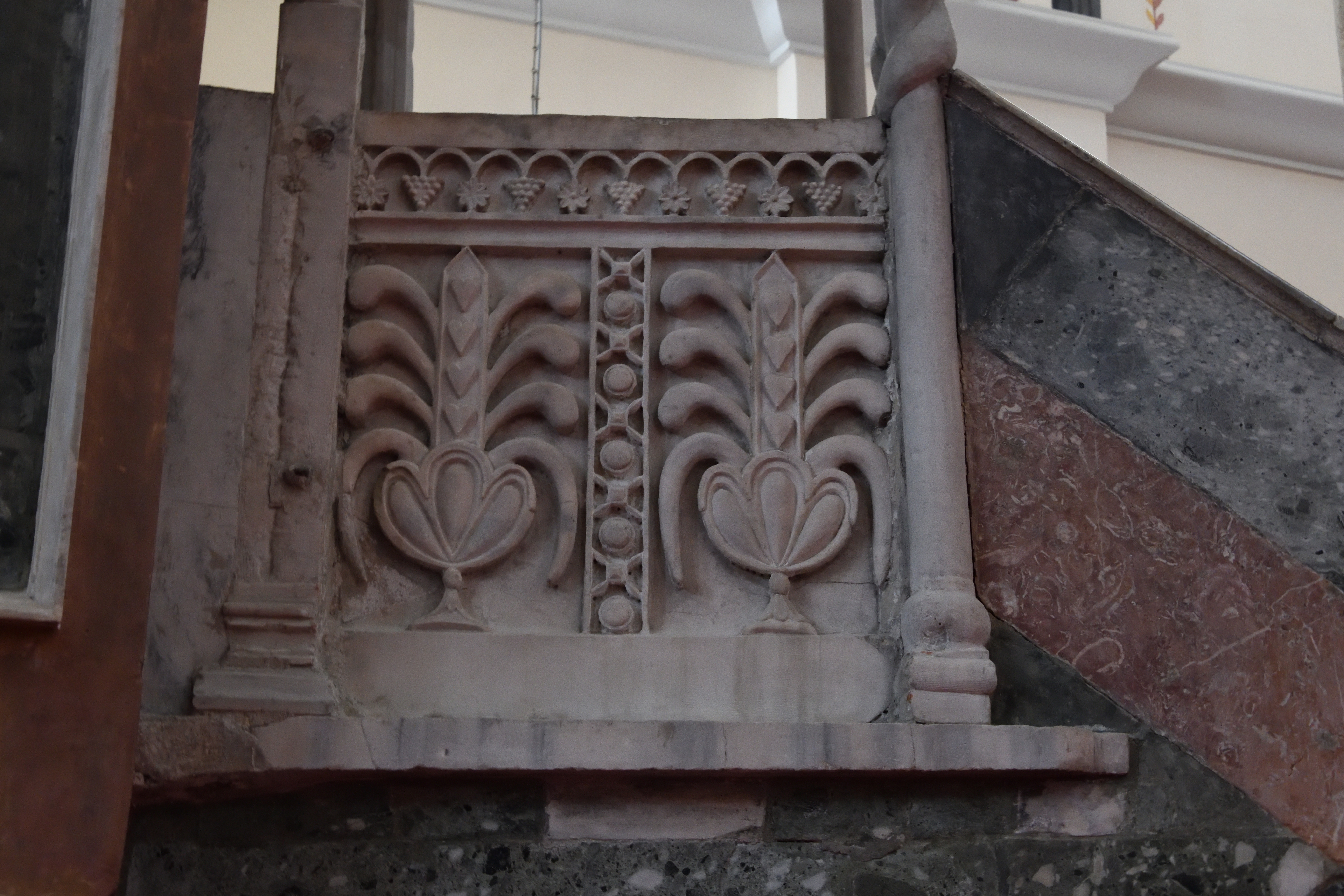
이스탄불 몰라 제이렉 모스크 미흐랍
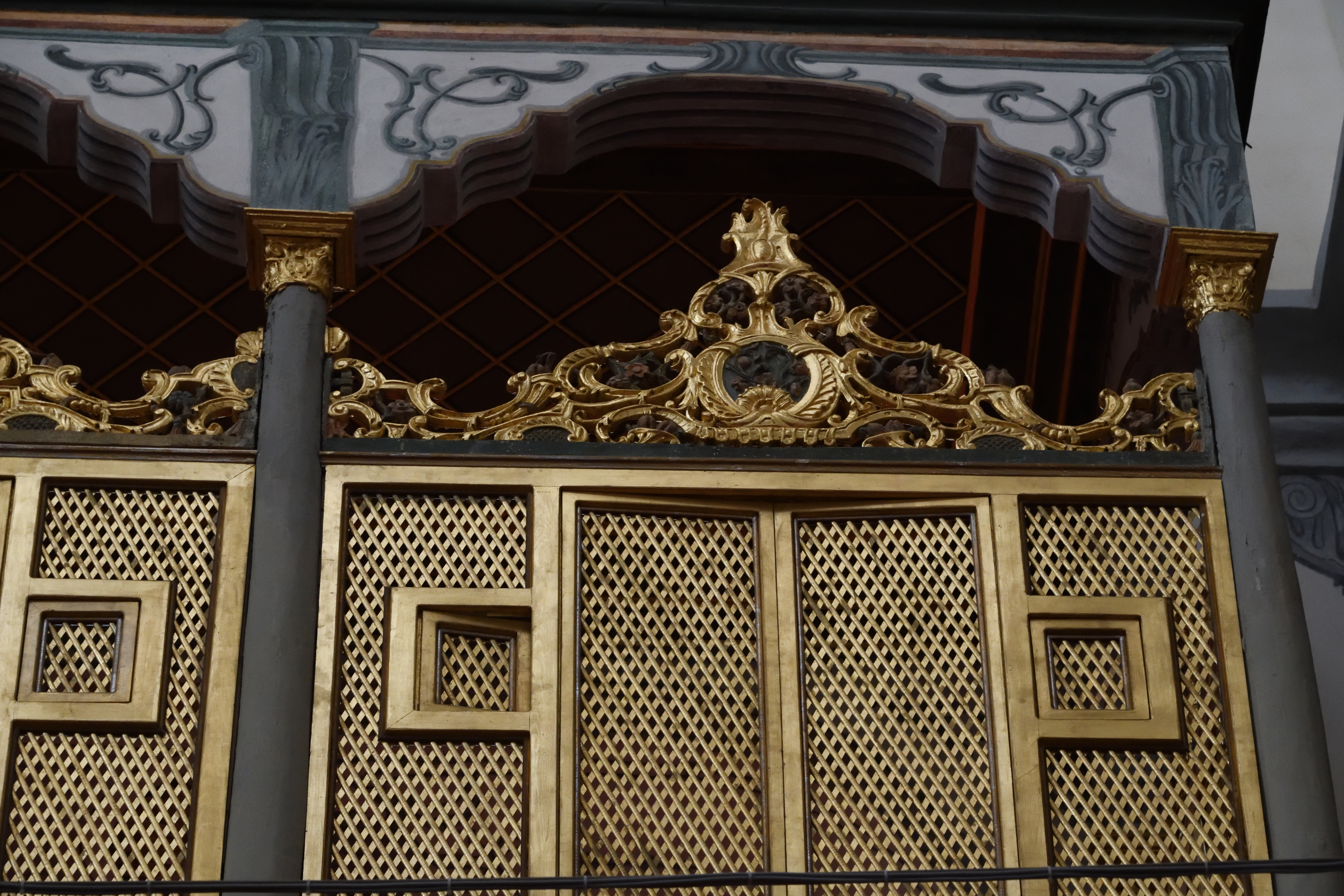
이스탄불 몰라 제이레크 모스크 휸카르 마흐필리
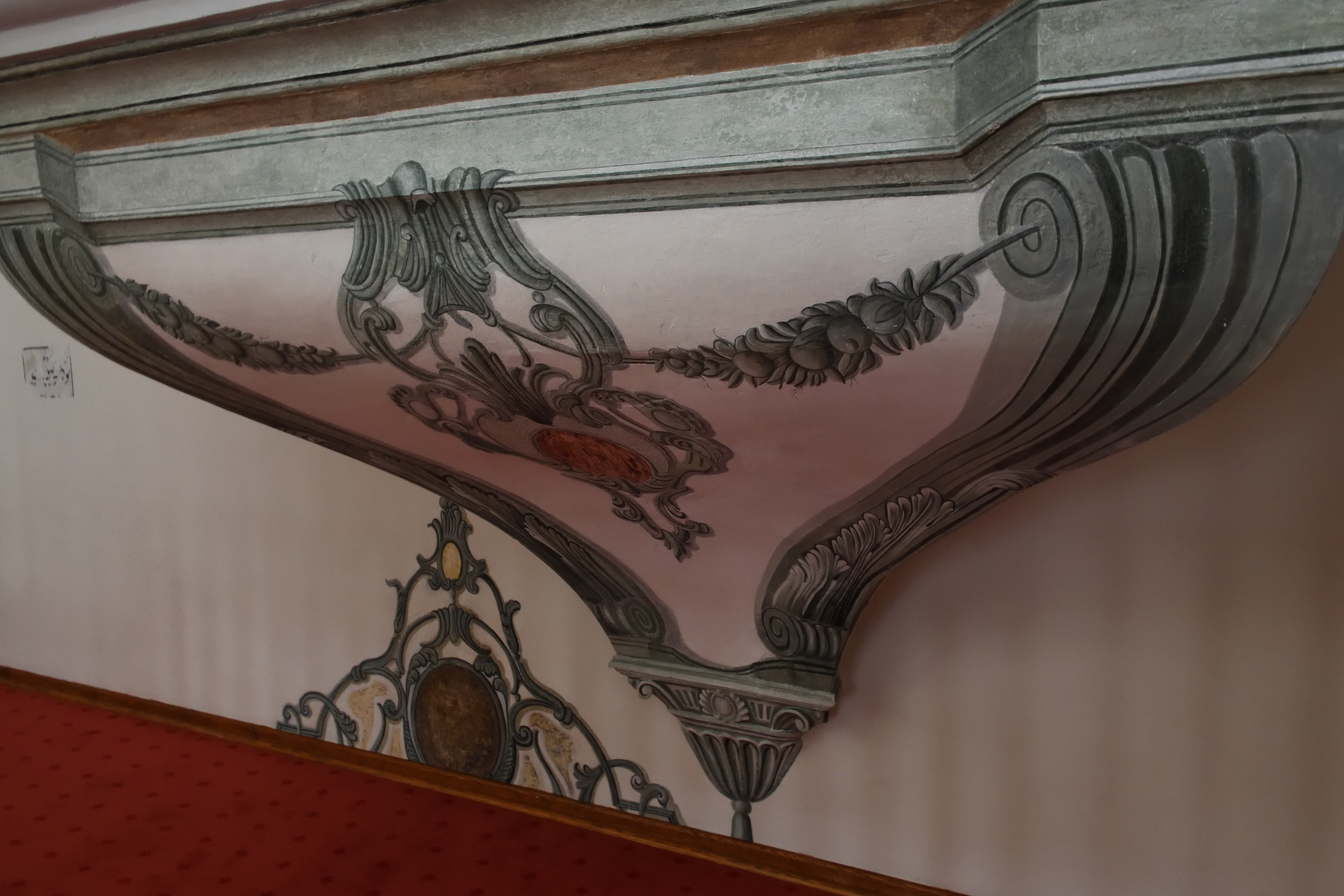
이스탄불 몰라 제이레크 모스크 휸카르 마흐필리 밑면
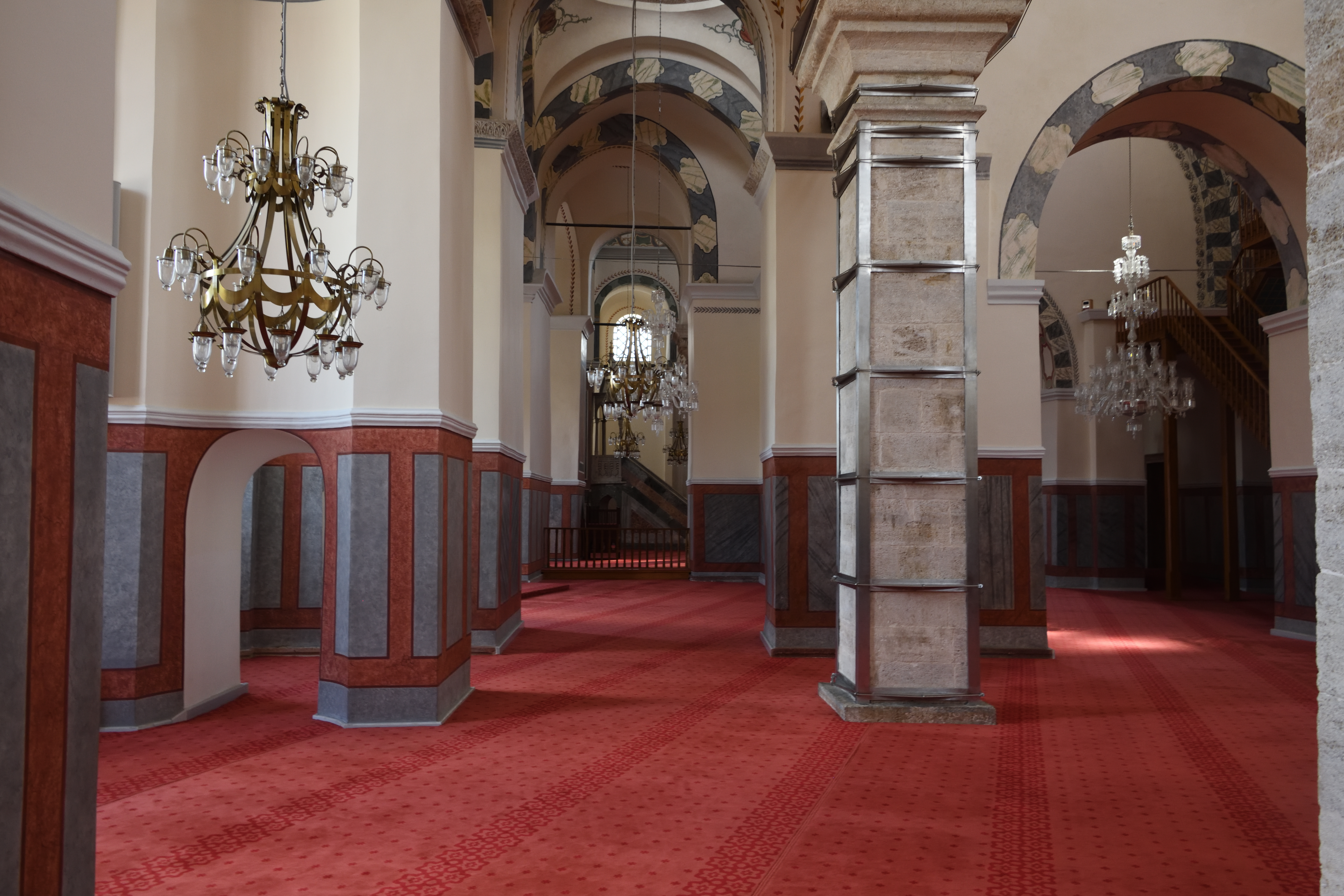
이스탄불 몰라 제이렉 모스크 일반 보기
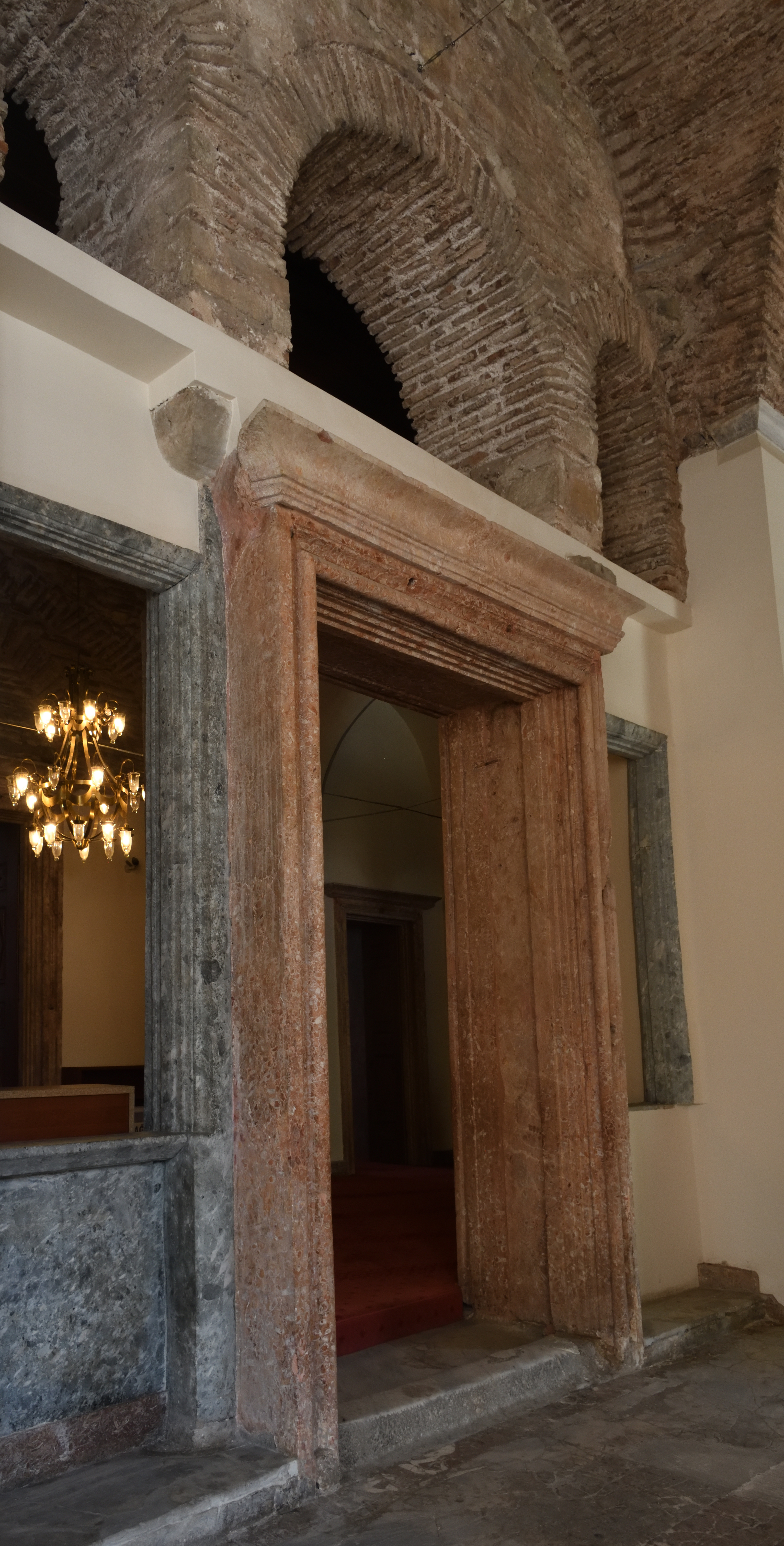
이스탄불 몰라 제이렉 모스크 문틀
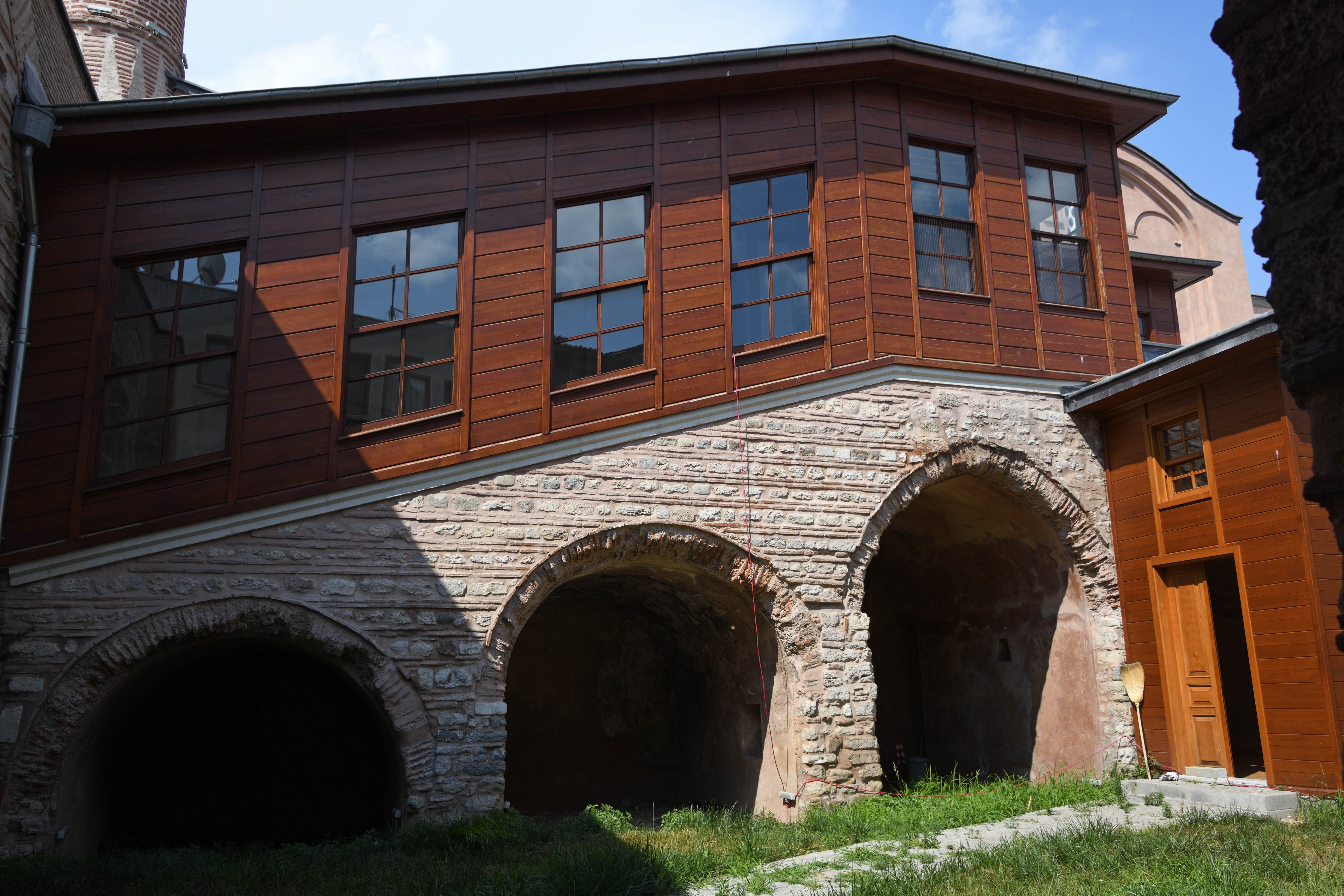
이스탄불 몰라 제이렉 모스크 외관

## 같이 보기
- 로마와 비잔틴 돔의 역사

## 참고 문헌
- Van Millingen, Alexander (1912). 《Byzantine Churches of Constantinople》. London: MacMillan & Co.

- Eyice, Semavi (1955). 《Istanbul. Petite Guide a travers les Monuments Byzantins et Turcs》 (프랑스어). Istanbul: Istanbul Matbaası.

- Mathews, Thomas F. (1976). 《The Byzantine Churches of Istanbul: A Photographic Survey》. University Park: Pennsylvania State University Press. ISBN 0-271-01210-2.

- Gülersoy, Çelik (1976). 《A Guide to Istanbul》. Istanbul: Istanbul Kitaplığı. OCLC 3849706.

- Krautheimer, Richard (1986). 《Architettura paleocristiana e bizantina》 (이탈리아어). Turin: Einaudi. ISBN 88-06-59261-0.

- Ousterhout, Robert (2001). 〈Architecture, Art and Komnenian Ideology at the Pantokrator Monastery〉.   Necipoğlu, Nevra. 《Byzantine Constantinople: Monuments, Topography and everyday Life》. Leiden, Boston, Köln: Brill. ISBN 90-04-11625-7.

- Ahunbay, Metim; Ahunbay, Zeynep (2001). 〈Restoration work at the Zeyrek Camii, 1997-1998〉.   Necipoğlu, Nevra. 《Byzantine Constantinople: Monuments, Topography and everyday Life》. Leiden, Boston, Köln: Brill. ISBN 90-04-11625-7.

- Ronchey, Silvia; Braccini, Tommaso (2010). 《Il romanzo di Costantinopoli. Guida letteraria alla Roma d'Oriente》 (이탈리아어). Torino: Einaudi. ISBN 978-88-06-18921-1.